# Nicoleta Olimpia Gherghel
Nicoleta-Olimpia Gherghel (n. Mocanu, 6 decembrie 1944, com. Puchenii-Moșneni, jud. Prahova) este un critic de film și scriitor din România.
A colaborat, în calitate de critic de film, cu revistele "Luceafărul", București (sub conducerea lui Eugen Barbu) și "Ramuri", Craiova (sub conducerea lui Marin Sorescu) și, în anul 1991, i s-a publicat romanul "Ritual alb" în cadrul Colecției "Romanul de dragoste", la Editura Eminescu, București. Este membru titular al Asociației Criticilor de Film din cadrul Uniunii Cineaștilor din România.
După absolvirea liceului "Nicolae Bălcescu" din Brăila în anul 1962, a urmat cursurile Institutului de Artă Teatrală și Cinematografică "I. L. Caragiale" din București.